# Charles William Eliot

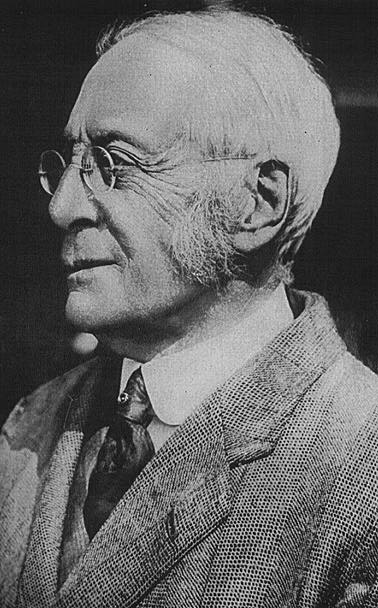
Charles William Eliot

Charles William Eliot (sinh 20 tháng 3 năm 1834 - mất ngày 22 tháng 8 năm 1926) là một học gia Mỹ, người đã được chọn làm chủ tịch của Đại học Harvard năm 1869. Ông đã chuyển các trường đại học của tỉnh vào trường đại học nghiên cứu ưu việt của Mỹ. Eliot phục vụ lâu dài nhất trong lịch sử chủ tịch của trường.

## Lý lịch
Là con cháu của một gia đình giàu có ở Boston, Eliot tốt nghiệp Đại học Harvard vào năm 1853. Mặc dù có tham vọng cao và tài năng khoa học rõ ràng, mười lăm năm đầu tiên sự nghiệp của Eliot ít được tốt lành. Ông được bổ nhiệm làm người giám hộ Toán tại Harvard vào mùa thu 1854 và thăng lên làm Trợ lý Giáo sư Toán và Hóa học năm 1858. Ông dạy thành thạo, và viết một số phần kỹ thuật trên các tạp chí hóa học trong các kim loại công nghiệp, và ông cũng tự thu xếp chương trình cho các cải cách của Harvard's Lawrence Scientific School. Vì sự thay đổi trong hoàn cảnh kinh tế gia đình và những sai lầm của cha ông trong Panic năm 1857. Eliot rời Harvard năm 1863. Bạn bè của ông cho rằng ông sẽ đi vào kinh doanh để kiếm tiền cho đời sống cho gia đình ông. Nhưng ông đã không, thay vào đó, ông sử dụng di sản của ông ngoại và một khoản vay nhỏ để chi tiêu trong hai năm tới để đi du lịch ở châu Âu, nghiên cứu các hệ thống giáo dục của thế giới cũ.
Eliot tiếp cận để điều tra giáo dục châu Âu là không thông thường. Ông không chú tâm riêng vào tổ chức giáo dục, nhưng ông khám phá vai trò giáo dục trong mọi mặt của đời sống ở cấp quốc gia. Tại Pháp, ví dụ, ông hỏi "bác sĩ, địa chủ, công chức, và các thương gia trên những vấn đề mà không đề cập đến giáo dục." Khi Eliot viếng thăm trường học, ông quan tâm trong mọi mặt của hoạt động thể chế, từ chương trình giảng dạy đến phương pháp giảng dạy thông qua sự sắp xếp của trường đến dịch vụ quet don. Tuy nhiên, mối quan tâm đặc biệt của ông là với mối quan hệ giữa giáo dục và tăng trưởng kinh tế:
Ông chú ý đặc biệt đến các trường học đào tạo ra những người thợ bậc thầy, người giám thị, người thiết kế cho các ngành công nghiệp Pháp do nhu cầu, kỹ năng, và hướng dẫn kỹ thuật đặc biệt ở đây để cung cấp giáo dục cho thanh niên đối với nghệ thuật và ngành nghề mà yêu cầu một số kiến thức về nguyên tắc khoa học ứng dụng. đó là những lý do trường học ở Mỹ cần. Tôi nghĩ rằng am hiểu về những gì Pháp đã tìm thấy hữu ích cho việc phát triển các nguồn lực của mình, và một ngày nào đó điều đó có thể giúp tôi sử dụng được ở đất nước mình. Tại thời điểm này, đó là điều nhục nhã khi đọc các số liệu hàng hóa xuất nhập cảng ngày càng tăng của tất cả các loại hàng hóa nhập vào Mỹ. Đặc biệt là tiểu bang Massachusetts, nơi sản xuất là chính.
Eliot hiểu sự phụ thuộc lẫn nhau của giáo dục và doanh nghiệp. Trong một bức thư cho người anh em họ của ông Arthur T. Lyman, ông đã thảo luận về giá trị để công nghiệp hóa chất của Đức được khám phá và thực hiện tại các phòng thí nghiệm của trường đại học. Ông cũng nhận ra rằng, trong khi các trường đại học châu Âu phụ thuộc vào chính phủ để hỗ trợ, ngược lại, các tổ chức ở Mỹ dựa vào nguồn tài chính giàu có của các tư nhân. Ông đã viết cho anh em họ của mình:
Mỗi một trường đại học nổi tiếng của châu Âu được thành lập bởi hoàng tử hoặc các lớp học đặc quyền – ở mỗi trường Đại học Bách khoa tôi đến ở Pháp hay ở Đức, chính phủ là nguồn hỗ trợ chính cho các trường đại học này. Và đây không phải là cách của chúng ta quản lý các vấn đề giáo dục, chúng ta chưa tìm thấy bất kỳ tương đương, phương pháp sản xuất như các kết quả trên. Trong thế hệ chúng ta, tôi khó hy vọng để thành lập các tổ chức có kết quả như tại châu Âu, và sau khi được thành lập họ không biết bắt đầu các ngành công nghiệp quốc gia cho đến mười hoặc hai mươi năm sau. Người Puritans nghĩ rằng họ phải đào tạo các bộ trưởng cho Giáo hội học tai Harvard College – khi người dân Mỹ tin rằng họ đang yêu cầu các nhà hóa học có tài, các kỹ sư, nghệ sĩ, kiến trúc sư, tot hon đó sẽ thành lập các cơ sở giáo dục đào tạo thế hệ mai sau.
Trong khi Eliot ở châu Âu, ông có cơ hội gia nhập vào thế giới của doanh nghiệp đang hoạt động. Công ty Merrimack, một trong những nhà máy dệt may lớn nhất tại Hoa Kỳ thoi do mời ông trở thành giám đốc của ho. Mặc dù có sự khuyen khic của bạn bè voi tiền lương khổng lồ là $5000 (cộng với tiền thuê nhà miễn phí), Eliot, sau khi suy nghĩ lại va từ chối. Tiểu sử của ông cho biết rằng ông nhận ra thời gian này ông đã biết tổ chức và quản lý là những gì ông theo đuổi. Ông cảm thấy rằng nếu ông quan tâm đến khoa học va khoa học trả lời duoc các câu hỏi thực tế.
Trong thời gian gần hai năm ở châu Âu, ông đã thấy mình càng thu hút bởi những gì ông có thể học liên quan đến phương pháp mà khoa học có thể được thực hiện để giúp ngành công nghiệp phát hiện ra về việc tổ chức của các tổ chức học tập. Ông đã suy nghĩ nhiều về những gì cần thiết để phát triển các ngành công nghiệp và thương mại tại Hoa Kỳ dự trơn các tổ chức học tập. Để được làm giám đốc điều hành của một doanh nghiệp cụ thể chỉ là một hạn chế ảnh hưởng; nhưng phải đứng ở giao lộ của các lĩnh vực sản xuất và các lĩnh vực của kiến thức thì tầm nhìn sẽ được rõ hơn.

## Sự nghiệp của Eliot và cuộc khủng hoảng tại trường Cao đẳng
Đến giữa thế kỷ XIX, giáo dục tại các đại học cao đẳng Mỹ trong thời kỳ khủng hoảng. Các trường đại học cao đẳng, kiểm soát bởi các giáo sĩ, tiếp tục nắm lấy chương trình giảng dạy cổ điển mà có ít sự liên quan đến một quốc gia công nghiệp. Rất ít các khóa học được cung cấp tại các khoa học, ngôn ngữ hiện đại, lịch sử, chính trị hoặc kinh tế - và chỉ một số ít đã có trường học hoặc sau đại học chuyên nghiệp.
Các doanh nhân càng trở nên dè dặc khi gửi cac con của họ đến trường học vì chương trình giảng dạy được cung cấp không có gì hữu ích - hoặc tặng tiền hỗ trợ của họ tặng trường, một số nhà lãnh đạo giáo dục bắt đầu khám phá cách làm cho giáo dục đại học hấp dẫn hơn. Một số hậu thuẫn việc thành lập các trường chuyên ngành khoa học và công nghệ, như Harvard Lawrence khoa học, khoa học Yale của Sheffield Trường, và Viện Công nghệ Massachusetts. Nhiều đề nghị bỏ các chương trình giảng dạy cổ điển, và khuyến khích các dịch vụ dạy nghề.
Harvard đã là trung tâm của cuộc khủng hoảng này. Sau ba nhiệm kỳ ngắn hạn lãnh đạo trong một thời kỳ mười năm, trường đã không hoạt động tốt. Lãnh đạo các doanh nghiệp tại Boston, trong đó có nhiều cựu sinh viên Đại học Harvard đã lên tiếng về các thay đổi tại đại học - mặc dù họ không có ý tưởng rõ ràng về các loại thay đổi họ muốn.
Ngày trở về Hoa Kỳ năm 1865, Eliot được chấp nhận chức Giáo sư phân tích Hóa học tại viện mới thành lập Viện Công nghệ Massachusetts (MIT).
Đầu năm 1869, Eliot trình bày ý tưởng của mình về cải cách giáo dục đại học Mỹ trong một bài viết gồm hai phần, "Bộ Giáo dục mới," trong The Atlantic Monthly, tạp chí hàng đầu của quốc gia về ý kiến. "Chúng ta đang chiến đấu một nơi hoang dã, vật chất và đạo đức," Eliot tuyên bố đưa ra trong tầm nhìn của ông về các trường đại học Mỹ, "cho cuộc chiến này, chúng ta phải được đào tạo và vũ trang." Các bài viết vang dội mạnh mẽ đến các doanh nhân, những người kiểm soát Công ty Cổ phần Đại học Harvard. Ngay sau khi xuất hiện của họ, ông được bầu làm tổng thống trẻ nhất trong lịch sử của trường đại học lâu đời nhất của quốc gia ở tuổi 35.
Tầm nhìn giáo dục của Eliot kết hợp các yếu tố quan trọng của những ý tưởng Unitarian va Emersonian về sự phát triển nhân vật, với một sự hiểu biết thực tế về vai trò của giáo dục đại học trong lãnh đạo kinh tế và chính trị. Mối quan tâm của ông trong "The Giáo dục mới" không chỉ đơn thuần là chương trình học, nhưng những tiện ích tối hậu của giáo dục. Một nền giáo dục đại học có thể cho phép một sinh viên co sự lựa chọn thông minh, nhưng không cố gắng cung cấp các chuyên ngành đào tạo nghề hoặc kỹ thuật. Mặc dù kỹ thuật cần được đào tạo nghề một cách rõ ràng hơn, bao gồm các chỉ dẫn trong lịch sử, ngôn ngữ, chính trị, kinh tế, cũng như cung cấp một kiến thức rộng về khoa học và toán học.
Để có thể phân biệt hai cấp độ của quá trình giáo dục và làm cho mỗi cấp toàn diện để chuẩn bị cho sinh viên để đối phó với tốc độ nhanh chóng thay đổi cua công nghệ, kinh tế và chính trị. Theo cách nhìn cửa Eliot, một giáo dục thực sự hữu ích bao gồm một cam kết về dịch vụ công, đào tạo chuyên ngành, và năng lực để thay đổi và thích ứng.
Mặc dù phương pháp của ông thực dụng, mục đích cuối cùng của Eliot, giống như những người của Thanh giáo hoàn tục và các tầng lớp giàu ở Boston, là đào tạo một đức tính cao cả. Nó được nhúng vào trong thế giới vật chất, bao gồm đo lường sự tiến bộ của con người hướng đến tinh thần làm chủ của trí thông minh của con người trong thiên nhiên - đó là "đạo đức và tinh thần hoang dã." Trong khi sự thông minh này phụ thuộc vào mỗi cá nhân để thực hiện đầy đủ năng lực của mình, nó cũng được thực hiện qua một thành tích tập thể và sản phẩm của các tổ chức thành lập các điều kiện. Cũng giống như các chiến thắng của Liên minh trong cuộc nội chiến, chiến thắng trên vùng hoang dã đạo đức và thể chất để thiết lập một lực lượng công nghiệp và văn hóa.
Trong khi ông đề nghị cải cách của các trường chuyên nghiệp, sự phát triển của khoa nghiên cứu, và, nói chung, mở rộng chương trình giảng dạy, kế hoạch của ông bảo tồn giáo dục đại học theo những cách rất quan trọng - và thậm chí nâng cao - tinh thần truyền thống của nó và chức năng giáo dục.
Mục tiêu của Eliot cũng đã vượt qua hiện thực cửa Emersonian vì lợi ích riêng của mình với các mục đích cao hơn của một trường đại học nghiên cứu trong các dịch vụ của quốc gia, chuyên môn, chuyên ngành có thể được khai thác cho mục đích công cộng. "Khi sự mặc khải của hương vị và khả năng đến với một người đàn ông trẻ, hãy cho anh ta sự tôn kính, sự chào đón, cảm ơn Thiên Chúa, và lòng dũng cảm," Eliot tuyên bố tại bài diễn văn khai mạc của mình:
"Sau đó, anh đã biết cách làm việc với lòng nhiệt tình, và, Thiên Chúa muốn, sự thành công của nền văn minh của một người có thể suy ra từ nhiều công cụ của nó.. và từ đó nó sẽ tự áp dụng cho chính nó. Mỗi người đều thích nghi với mục đích độc quyền của mình. Đối với cá nhân, sự tập trung và sự phát triển cao nhất của mỗi giảng viên - chỉ là sự khôn ngoan. Tuy nhiên đối với Nhà nước, đó là su đa dạng, không thống nhất. "
Dưới sự lãnh đạo của Eliot, Harvard đã thông qua một hệ thống " chọn lọc bằng bầu cử" và mở rộng phạm vi cung cấp các khóa học cho sinh viên đại học được phép lựa chọn không hạn chế trong việc lựa chọn các khóa học của họ - nhằm tạo điều kiện cho họ phát hiện ra "bents natural" và theo đuổi chúng vào các nghiên cứu chuyên ngành. Sự phát triển vực bậc của Đại học Harvard là thành lập trường học chuyên nghiệp và các khoa chuyên môn, điều đó tạo cho trường đại học một trung tâm nghiên cứu khoa học và công nghệ tiên tiến. Đi kèm là một sự thay đổi trong giáo dục từ đọc thuộc lòng hướng tới các bài giảng các lớp học mà học sinh đặt 'thành tích để thử nghiệm và, thông qua một hệ thống chấm điểm sửa đổi, một cách nghiêm túc để đánh giá hiệu suất cá nhân.

## Di sản của Eliot
Theo Eliot, Harvard đã trở thành một tổ chức quốc gia, việc tuyển dụng sinh viên từ khắp nơi trên đất nước bằng cách sử dụng thi chuẩn hóa và tuyển dụng các học giả xuất sắc trong và ngoài nước. Eliot là một nhà cải cách hành chính, sắp xếp giảng viên của trường đại học vào trường học và các ngành, các bài học/ kể chuyện thay thế với các bài giảng và hội thảo. Trong suốt thời gian bốn mươi năm làm hiệu trưởng, trường mở rộng các phòng thí nghiệm, thư viện, phòng học, và các cơ sở thể thao thay thế các cấu trúc đơn giản của thuộc địa trước. Eliot thu hút được sự hỗ trợ của các nhà tài trợ lớn từ các giai cấp nhà giàu phát triển của quốc gia, khiến Havard trở thành trường đại học tư nhân giàu có nhất trên thế giới.
Cách lãnh đạo của Eliot không chỉ làm tăng tốc độ ở Harvard và các trường cao đẳng đại học khác của Mỹ, nhưng là một nhân vật lớn trong cải cách giáo dục bậc trung học. Cả trường nội trú ưu tú, hầu hết trong số họ thành lập trong nhiệm kỳ của ông, và các trường trung hoc lập hình chương trình giảng dạy của họ để đáp ứng yêu cầu tiêu chuẩn của Đại học Harvard. Eliot là một nhân vật chủ chốt trong việc tạo ra các tiêu chuẩn nhập học kỳ thi, như là một thành viên sáng lập của Hội đồng tuyển sinh Trường Cao đẳng.
Theo lãnh đạo của các trường đại học của quốc gia giàu có và nổi tiếng nhất, Eliot là một nhân vật nổi tiếng nhất cho những ý kiến đã được tìm kiếm trên nhiều vấn đề, từ chính sách thuế (ông cung cấp những lý do mạch lạc đầu tiên cho việc miễn thuế từ thiện) cho phúc lợi của trí tuệ công chúng. Ông dieu chỉnh Classics Harvard, trong đó được gọi là Five Foot Shelf (5 thông tục) của mình và nó được dự định vào thời gian để đề xuất một nền tảng cho discourse thông.
Eliot cũng là một người bênh vực bình đẳng chủng tộc và tham gia cuộc vận động lớn không chỉ đối với cải cách giáo dục, nhưng đối với nhiều người trong số các mục tiêu của phong trào tiến bộ - mà nổi bật nhất là Theodore Roosevelt (Class of 1880) và người phát ngôn hùng hồn nhất là Herbert Croly (Class of 1889). (Nhiều người Mỹ gốc Phi tài năng đã được học tại Harvard trong nhiệm kỳ của Eliot, bao gồm các danh nhân như WEB Du Bois (Class of 1890) Booker T.. Washington đã được trao một văn bằng danh dự của Đại học Harvard năm 1896. Ông cũng tham gia vào việc làm từ thiện, phục vụ như một ủy thác của Quỹ Rockefeller 1914-1917.
Vào ngày 27 Tháng 10 năm 1858, Eliot kết hôn với Ellen Derby Peabody (1836-1869) ở Boston. Họ có bốn người con trai, một trong những người do la Charles Eliot (ngày 01 tháng 11 năm 1859-Ngày 25 tháng 3 năm 1897) kiến trúc sư chịu trách nhiệm về hệ thống công viên công cộng ở Boston. Một con trai, Samuel Atkins Eliot II (24 tháng 8 năm 1862 - Ngày 15 tháng 10 năm 1950) là một bộ trưởng Unitarian người trở thành người đầu tiên và lâu nhất phục vụ chủ tịch của Hiệp hội Unitarian Mỹ (1900-1927).
Sau khi Ellen Derby Peabody qua đời ở tuổi 33 của bệnh lao, Eliot kết hôn với một người vợ thứ hai năm 1877, Grace Mellen Hopkinson (1846-1924). Hai người không có con trong cuộc Hôn nhân thứ hai này. Tuy nhiên, đây không phải là một cuộc hôn nhân bình thường: Grace là một thân nhân thân thiết của Frances Hopkinson Stone, vợ của Samuel Atkins Eliot II, con trai của ông.
Năm 1909, ông về hưu và từ chức chủ tịch Đại học Harvard, Eliot, ông sống cho đến 1926. Ông được chôn tại nghĩa trang Mount Auburn ở Cambridge, Massachusetts.

## Eliot chống đối lập đội bóng đá và các môn thể thao
Ông cũng chống đối với bóng chày, bóng rổ, và khúc côn cầu. Ông được trích dẫn khi nói rằng Chèo thuyền và tennis là môn thể thao sạch..
Eliot đã từng nói, "Vâng, năm nay tôi đã nói các đội đã làm tốt vì một người ném bóng đã ném quả bóng công. Tôi hiểu rằng một quả bóng đường công được ném với một nỗ lực cố ý để đánh lừa.. Chắc chắn đây không phải là một khả năng chúng ta nên muốn để nuôi tại Harvard"."